# معالجة فطرية
المعالجة الفطرية، مصطلح ابتكره العالم بول ستاميتس، هي أحد أشكال المعالجة الحيوية، وتستخدم هذه العملية الفطريات للتخلص من أو ضبط نسبة الملوثات في البيئة. وبإثارة النشاط الميكروبي وفعالية الإنزيم، يعمل الغزل الفطري على تقليل نسب السموم في موضعها الأصلي. بعض أنواع الفطريات تكون عالية التجمع، ولديها القدرة على امتصاص المعادن الثقيلة وتركيزها في أجسام الفطر.
وعلاوةً على ذلك، فإنَّ أحد أهم الأدوار الرئيسية التي تلعبها الفِطريات في النظام البيئي هوالتحلل، الذي يقوم به الغزل الفطري. يفرز الغزل الفطري الإنزيمات وكذلك الأحماض خارج الخلية التي تحلل مركب الليغنين وأيضًا السيلولوز، وهما الكتلتان الأساسيتان في بناء ألياف النبات. فهذان المركبان هما عبارة عن مواد مركبة عضوية تتكون على سلاسل من الكربون وأيضًا الهيدروجين، المتشابهة في تركيبها مع العديد من الملوثات العضوية. كما يُعد جوهر المعالجة الفطرية في تحديد الأصناف الفطرية المناسبة والصحيحة لاستهداف مادة ملوثة بعينها. والجدير بالذكر أنَّ بعض السلالات المعينة قد أثبتت نجاحها في تكسير وتحلل غازات الأعصاب في إكس بالإضافة إلى مادة السارين[بحاجة لمصدر].

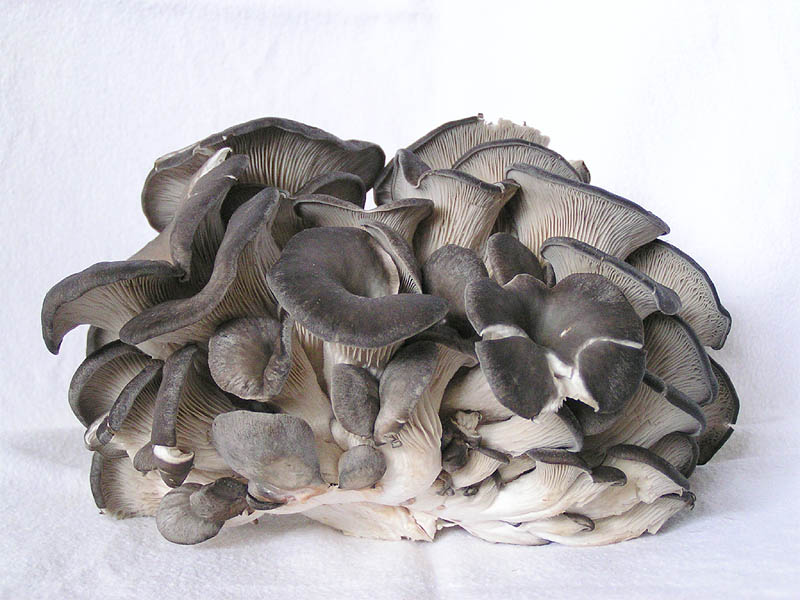
الفطر المحاري (عيش الغراب المحاري)

وفي إحدى التجارب التي أجريت بالاشتراك مع الدكتور إس إيه توماس وهو مساهم مهم في صناعة المعالجة الحيوية، تَبَيَّن أن قطعة من التربة الملوثة بوقود الديزل كانت مُلَقَّحة بالغزل الفطري المُكوَّن من الفطر المحاري؛ حيث تمثل إحدى تقنيات المعالجة الحيوية التقليدية (البكتيريا) التي تُستخدم على قِطَع من التربة التي خضعت للتجربة. وبعد مرور أربعة أسابيع، كانت أكثر من 95% من (الهيدروكربونات الأروماتية متعددة الحلقات)(PAH) قد اختزلت إلى مُكوِّنات غير سامة في المواقع الملقحة بالغزل الفطري. واتضح أن المنظومة الميكروبية الطبيعية تشارِك الفطريات في نهاية المطاف في تحلل المُلوثات إلى ثاني أكسيد الكربون وأيضًا الماء. وتتميَّز الفطريات المُسبِّبة لتحلل الخشب بأنَّها فعَّالة بشكلٍ خاص في تحلل وتكسير المُلوِّثات الأروماتية المُتمثِّلة في (المُكوِّنات السامَّة للبترول)، بالإضافة إلى المُكوِّنات التي تحتوي على الكلور (بعض الأنواع المُعيَّنة من مبيدات الآفات الثابتة؛ مُؤسسة بيتيل، عام 2000).
تم استكشاف وعرض مفهوم المعالجة الفطرية في أحد الأفلام بعنوان ناوسيكا أميرة وادي الرياح (Nausicaä of the Valley of the Wind) وهو من إنتاج 1984، وتدور أحداث القصة حول وجود أعداد كبيرة وهائلة من فطريات الغابات التي تسود الكوكب بعدما تَسَبَّب البشر في إحداث تَلوُّث وبائي وبالتالي نهاية العالَم.
الترشيح الفطري يُعتبر عملية مُشابِهة، حيث إنها تستخدم فطريات الغزل الفطري في ترشيح النُفايات السامَّة وكذلك الميكروبات من الماء في التُرْبة.

## وصلات خارجية
- Mycotransformation of organic and inorganic substrates[وصلة مكسورة] (Gadd 2004)
- Field Demonstrations of Mycoremediation for Removal of Fecal Coliform Bacteria and Nutrients in the Dungeness Watershed, Washington (Thomas, S. et al. 2009)
- Evaluation of Isolated Fungal Strain from e-waste Recycling Facility for Effective Sorption of Toxic Heavy Metal Pb (II) Ions and Fungal Protein Molecular Characterization- a Mycoremediation Approach (Rajeshkumar, 2011)